# Thomas Häberli
Thomas Häberli (Lucerna, 11 de abril de 1974) é um treinador e ex-futebolista suíço que atuava como centroavante. Atualmente, comanda o Servette.

## Carreira
Revelado nas categorias de base do FC Eschenbach, estreou no futebol aos 20 anos, jogando 4 partidas pelo Le Mont-sur-Lausanne. Em 1995, foi para o Lausanne Sport, porém não disputou nenhum jogo oficial pelos alviazuis, devido a uma sequência de lesões, e chegou a se aposentar do futebol profissional.
Na temporada 1996–97, atuou pelo Hochdorf, onde também passou pela base. Vestiu também as camisas de Schötz (51 jogos e 21 gols), Kriens (22 jogos e 8 gols) e Basel (8 partidas) até 2000, quando assinou com o Young Boys.
Pelos aurinegros, Häberli viveu sua melhor fase, embora não tivesse conquistado títulos - foi duas vezes vice-campeão da Copa da Suíça, em 2005–06 e 2008–09; em ambas as edições, o Young Boys foi derrotado pelo Sion, além de ter sido vice-artilheiro da Superliga Suíça de 2007–08 com 18 gols (empatado com o argentino Raúl Bobadilla, do Grasshopper). Embora seu contrato com o clube da capital suíça se encerrasse em 2010, o atacante optou em se aposentar dos gramados em 2009.

## Seleção Suíça
Häberli jogou apenas uma partida pela Seleção Suíça, em 2004, contra as Ilhas Faroe.
Com suas atuações no Young Boys e a lesão de Blaise Nkufo, a imprensa do país especulou que o atacante seria convocado para a Eurocopa de 2008, chegando a atuar em um amistoso preparatório contra o time sub-21 do Lugano, marcando um gol. O treinador Köbi Kuhn, no entanto, não levou Häberli para a competição.

## Carreira de treinador
Pouco depois da aposentadoria como jogador, Häberli estreou como técnico ainda em 2009, no Perlen-Buchrain, voltando ao Young Boys em 2010 para fazer parte da comissão técnica, exercendo as funções de técnico do sub-18, Sub-21 e auxiliar-técnico, além de ter sido treinador interino do clube em 2011.
Em 2013, regressou ao Basel, onde trabalhou como técnico da equipe sub-21, e na temporada 2018–19 foi promovido a auxiliar de Marcel Koller. Após uma curta passagem como treinador do Luzern, ficou sem clube em 2020 e voltou ao futebol em 2021, substituindo Karel Voolaid no comando da Seleção Estoniana.